# Krajobraz Warszawski
Krajobraz Warszawski – magazyn urbanistyczno-architektoniczny wydawany od 1994 do 2016 przez władze Warszawy. Zajmował się tematyką zagospodarowania przestrzennego, planowania przestrzennego i kształtowania krajobrazu Warszawy, prezentował wyniki konkursów architektonicznych rozpisywanych przez władze Warszawy.
Początkowo był dodatkiem urbanistyczno-architektonicznym do stołecznego dwutygodnika Ratusz, potem jednak zaczął funkcjonować jako odrębne wydawnictwo (wydawane do 2003 przez Wydział Zagospodarowania Przestrzennego Biura Zarządu m.st. Warszawy, 2003–2007 – przez Biuro Naczelnego Architekta Miasta, od 2007 – przez Biuro Architektury i Planowania Przestrzennego Urzędu m.st. Warszawy). Niektóre numery powstawały przy współpracy z innymi biurami Urzędu m.st. Warszawy, jak np. Biurem Drogownictwa i Komunikacji, Biurem Stołecznego Konserwatora Zabytków.
Z magazynem związani byli w przeszłości m.in. Grzegorz Buczek, Zbigniew Gonciarz (projekt graficzny), Marek Mikos, Katarzyna Niekrasz, Andrzej Śwital, Małgorzata Zdancewicz.

## Zawartość numerów
W serii zostało wydanych kilka dużych opracowań, nazwanych zeszytami, oznaczonych numerami rzymskimi:
- zeszyt I (1993) – Tereny Podzamcza. Przemiany historyczne a współczesne problemy zagospodarowania przestrzennego. Związek Dzielnic-Gmin Warszawy, 1993, s. 118.
- zeszyt IV (1995) – Magdalena Staniszkis: Planowanie krajobrazu Warszawy XX-XXI. Miasto Stołeczne Warszawa, 1995, s. 228. ISBN 83-902073-5-4.

Późniejsze są oznaczone numerami arabskimi, każdy numer poświęcony jest zwykle innemu tematowi i nosi podtytuł opisujący jego zawartość, np.: [Krajobraz Warszawski - czyli...]:

### 1994
- nr 1 (kwiecień 1994) – O nowych pomysłach jak wypełniać urbanistyczną tkankę miasta
- nr 2 (czerwiec 1994)
- nr 3 (lipiec 1994)
- nr 4 (sierpień 1994)
- nr 5 (wrzesień 1994) – Przestrzeń i klimat społeczny miasta do 1939 roku
- nr 6 (październik 1994)
- nr 7 (listopad 1994) – O Pałacu Kultury i Nauki
- nr 8 (grudzień 1994) – O starej i nowej Giełdzie
- nr 9 (grudzień 1994)
- nr 10 (grudzień 1994)

### 1995
- nr 11 (kwiecień 1995)
- nr 12 (lipiec 1995)
- nr 13 (sierpień 1995) – O międzynarodowych studenckich warsztatach projektowych Pole Mokotowskie '93
- nr 14 (wrzesień 1995)
- nr 15 (październik 1995)
- nr 16 (październik 1995)
- nr 17 (listopad 1995) – O Robinsonach warszawskich
- nr 18 (listopad 1995)
- nr 19 (grudzień 1995)
- nr 20 (grudzień 1995) – O świątecznym nastroju

### 1996
- nr 21 (kwiecień 1996)
- nr 22 (maj 1996)
- nr 23 (czerwiec 1996)
- nr 24 (czerwiec 1996)
- nr 25 (lipiec 1996)
- nr 26 (wrzesień 1996)
- nr 27 (październik 1996)
- nr 28 (listopad 1996)
- nr 29 (grudzień 1996) – O komunikacji w Warszawie
- nr 30 (grudzień 1996)

### 1997
- nr 31 (luty 1997)
- nr 32 (marzec 1997)
- nr 33 (kwiecień 1997)
- nr 34 (maj 1997)
- nr 35 (czerwiec 1996)
- nr 36 (lipiec 1997) – O warszawskiej tradycji placów śródmiejskich
- nr 37 (wrzesień 1997) – O zielonej Warszawie
- nr 38 (październik 1997)
- nr 39 (grudzień 1997)
- nr 40 (grudzień 1997)

### 1998
- nr 41 (wrzesień 1998) – Znowu życie w architekturze
- nr 42 (październik 1998) – O konkursach architektonicznych 1997
- nr 43 (listopad 1998) – O nowych stacjach warszawskiego metra
- nr 44 (listopad 1998) – O krótkiej rozmowie między architektem a konserwatorem zabytków

### 1999
- nr 45 (wrzesień 1999) – Or a vision of metropolitan Warsaw (wersja angielska)
- nr 46 (październik 1999) – O konkursach ostatniej dekady raz jeszcze
- nr 47 (październik 1999) – Jest taki ogród w Warszawie (o ogrodzie Saskim)
- nr 48 (listopad 1999) – O warszawskich problemach z Wisłą
- nr 49 (listopad 1999) – Umbrarum hic locus est
- nr 50 (grudzień 1999) – O kondycji warszawskiej architektury

### 2001
- nr 51 (grudzień 2001) – Znowu o konkursach architektonicznych
- nr 52 (grudzień 2001) – O nowej polityce przestrzennej
- nr 52a (grudzień 2001) – On the new spatial policy (wersja angielska)
- nr 53 (niedatowany) – Współczesna architektura Warszawy

### 2002
- nr 54 (październik 2002)
- nr 55 (listopad 2002) – O dwóch różnych konkursach (konkursie Życie w architekturze, IV edycja warszawska 2000-2001 i konkursie na koncepcję architektoniczno-przestrzenną zagospodarowania placu Konstytucji w Warszawie)
- nr 56 (listopad 2002) – O pomysłach na Ujazdów
- nr 57 (listopad 2002) – O warszawskim Metrze
- nr 58 (grudzień 2002) – O zieleni w architekturze
- nr 59 (grudzień 2002) – O konkursie na kwartał Foksal
- nr 60 (niedatowany) – Współczesna architektura Warszawy

### 2003
- nr 61 (listopad 2003) – O Biurze Naczelnego Architekta Miasta
- nr 62 (listopad 2003) – O nowych warszawskich hotelach
- nr 63 (listopad 2003) – O moście Północnym
- nr 64 (grudzień 2003) – O studium zagospodarowania Warszawy
- nr 65 (grudzień 2003) – O Muzeum Powstania Warszawskiego
- nr 66 (grudzień 2003) – W poszukiwaniu utraconego centrum

### 2004
- nr 67 (lipiec 2004) – O rewitalizacji Krakowskiego Przedmieścia
- nr 67a (lipiec 2005) – O rewitalizacji Krakowskiego Przedmieścia
- nr 68 (sierpień 2004) – Co się dzieje z placem Piłsudskiego
- nr 69 (wrzesień 2004) – O warszawskiej zieleni
- nr 70 (grudzień 2004) – O reklamie zewnętrznej w Warszawie
- nr 71 (grudzień 2004) – O konkursie na zagospodarowanie ronda Daszyńskiego (tytuł dany pomyłkowo, treść numeru i konkurs dotyczył ronda Dmowskiego)
- nr 72 (grudzień 2004) – O projekcie studium zagospodarowania przestrzennego Warszawy

### 2005
- nr 73 (wrzesień 2005) – O Muzeum Historii Żydów Polskich
- nr 73a (wrzesień 2005) – About the Museum of the History of Polish Jews (wersja angielska)
- nr 74 (wrzesień 2005) – O pasażu Wiecha i praskim domu kultury
- nr 75 (listopad 2005) – O konkursie na upamiętnienie wizyty Jana Pawła II w 1979 roku
- nr 76 (grudzień 2005) – O konkursie na koncepcję Trasy Mostu Północnego
- nr 77 (grudzień 2005) – O Studium uwarunkowań i kierunków zagospodarowania przestrzennego Warszawy
- nr 78 (grudzień 2005) – O konkursie na projekt Centrum Nauki Kopernik w Warszawie

### 2006
- nr 79 (maj 2006) – O planowaniu centrum Warszawy
- nr 80 (maj 2006) – O rozwoju warszawskiego Metra
- nr 81 (wrzesień 2006) – O ochronie warszawskich zabytków
- nr 82 (październik 2006) – O warszawskiej zieleni
- nr 83 (listopad 2006) – O terenach rekreacyjno-sportowych
- nr 84 (listopad 2006) – O konkursie na projekt przystanku komunikacji miejskiej

### 2007
- nr 85 (luty 2007) – O konkursie na koncepcję architektoniczną Muzeum Sztuki Nowoczesnej w Warszawie
- nr 86 (październik 2007) – O parkach, skwerach i zieleńcach Warszawy
- nr 87 (listopad 2007) – O konkursie na koncepcję zagospodarowania pl. Bankowego i Teatralnego oraz ul. Senatorskiej
- nr 88 (listopad 2007) – O strategii rozwoju systemu transportowego Warszawy 2007-2015
- nr 89 (grudzień 2007) – O meblach miejskich i przystankach
- nr 90 (grudzień 2007) – O programie inwestycji m.st. Warszawy 2007-2012

### 2008
- nr 91 (marzec 2008) – O konkursie Europan 8
- nr 92 (wrzesień 2008) – O konkursie na koncepcję zagospodarowania terenu otoczenia Stadionu Narodowego
- nr 93 (październik 2008) – O warszawskim Metrze raz jeszcze
- nr 94 (październik 2008) – O konkursie na projekt krzyża papieskiego Jana Pawła II
- nr 95 (grudzień 2008) – O warszawskich wieżowcach
- nr 96 (grudzień 2008) – O miejscowych planach zagospodarowania przestrzennego
- nr 97 (grudzień 2008) – „Adwokaci” i „Prokuratorzy” o Warszawie
- nr 98 (grudzień 2008) – Czy ulica Próżna może być pełna?
- nr 99 (grudzień 2008) – O „czułych miejscach” warszawskiej inteligencji

### 2009
- nr 100 (kwiecień 2009) – O naszym miłym jubileuszu
- nr 101 (maj 2009) – O konkursie na Nowy Teatr
- nr 102 (lipiec 2009) – O konkursie na bulwary Wisły
- nr 103 (październik 2009) – O konkursie na Muzeum Wojska Polskiego
- nr 104 (październik 2009) – Jak ocieplić nasze miasto?
- nr 105 (listopad 2009) – O Strategii zrównoważonego rozwoju systemu transportowego Warszawy
- nr 106 (listopad 2009) – O Twierdzy Warszawa
- nr 107 (grudzień 2009) – O konkursie na Muzeum Historii Polski
- nr 108 (grudzień 2009) – O murach i muralach

### 2010
- nr 109 (marzec 2010) – O polskiej edycji konkursu Europan 10
- nr 110 (maj 2010) – O konkursie na Teatr Ochoty
- nr 111 (wrzesień 2010) – O Katyniu i Smoleńsku w Warszawie
- nr 112 (czerwiec 2010) – O konkursie na plac Trzech Krzyży
- nr 113 (listopad 2010) – O inwestycjach chopinowskich
- nr 114 (listopad 2010) – O Centrum Nauki Kopernik
- nr 115 (grudzień 2010) – O konkursie na obszar Portu i Cypla Czerniakowskiego w Warszawie
- nr 116 (listopad 2010) – O kolorystyce zabytkowych elewacji
- nr 117 (listopad 2010) – O konkursie na współczesny nagrobek

### 2011
- nr 118 (sierpień 2011) – O konkursie na projekt sali koncertowej Sinfonia Varsovia
- nr 119 (wrzesień 2011) – O konkursie na koncepcję modernizacji Ogrodu Krasińskich
- nr 120 (wrzesień 2011) – O dawnej gorzelni drożdżowej w Henrykowie
- nr 121 (październik 2011) – O nowych terenach zieleni
- nr 122 (październik 2011) – O architekturze Stefana Kuryłowicza
- nr 123 (listopad 2011) – O iluminacji Pomnika Historii
- nr 124 (październik 2011) – O Archiwum Biura Odbudowy Stolicy
- nr 125 (listopad 2011) – O miejskich igraszkach
- nr 126 (grudzień 2011) – O ocenie zmian w zagospodarowaniu przestrzennym
- nr 127 (grudzień 2011) – O barwach starej Warszawy
- nr 128 (grudzień 2011) – O Forcie Włochy

### 2012
- nr 129 (luty 2012) – O konkursie na ekspozycję Muzeum Historii Polski
- nr 130 (kwiecień 2012) – O miejskiej polityce rowerowej
- nr 131 (marzec 2012) – O konkursie Europan 11
- nr 132 (wrzesień 2012) – O przedwojennych warszawskich szkołach
- nr 133
- nr 134
- nr 135 (grudzień 2012) – O Miejskiej Komisji Urbanistyczno-Architektonicznej
- nr 136 (grudzień 2012) – O wystawie zdjęć Henry’ego N. Cobba: 1947 / Barwy ruin
- nr 137 (grudzień 2012) – O strategii rozwoju ruchu pieszego w Warszawie
- nr 138 (grudzień 2012) – O warszawskich węzłach przesiadkowych